# Banco de Desarrollo del África Occidental

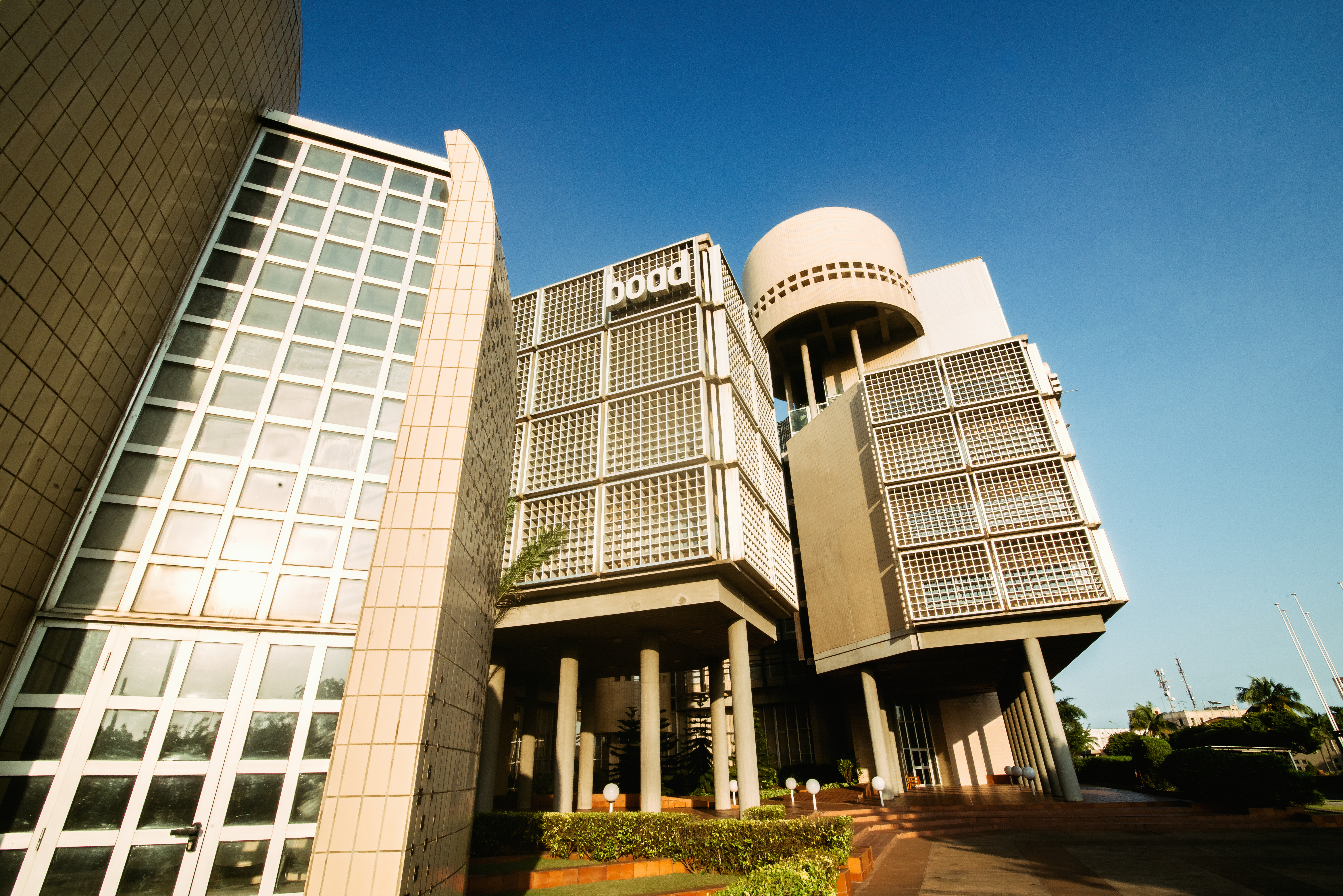
Banco de Desarrollo de África Occidental en Lomé, Togo.

El Banco de Desarrollo del África Occidental, conocido por sus siglas en francés BOAD (Banque ouest-africaine de développement) y en español también por Banco de Desarrollo del Oeste Africano, es una institución pública de carácter internacional. Fue creada por un tratado firmado el 14 de noviembre de 1973. Es una institución especializada común a los ocho Estados de la Unión Económica y Monetaria del Oeste Africano (UEMOA), que son Benín, Burkina Faso, Costa de Marfil, Guinea Bissau, Malí, Níger, Senegal y Togo.
Tiene por objeto la lucha contra la pobreza, la promoción del desarrollo equilibrado de los Estados miembros y la realización de la integración regional. Su sede se encuentra en Lomé (Togo) pero dispone de una Misión residente en cada uno de los otros siete Estados miembros.
Pretende «promover el desarrollo equilibrado de los Estados miembros y contribuir a la realización de la integración económica del África occidental» financiando proyectos prioritarios de desarrollo rural, infraestructuras de base, infraestructuras modernas, telecomunicaciones, energía, industrias, transporte, agroindustrias, turismo y otros servicios.

## Historia del BOAD
Dos ideas fuerza, emanación de la voluntad política claramente expresada por los Estados de la UEMOA, están en el origen de los estudios que inspiraron la creación del BOAD a partir de 1969:
- ir más allá de la unión monetaria, aprovechando la pertenencia de los Estados miembros a este mecanismo para incidir sobre su desarrollo de los países miembros;
- utilizar los resultados de explotación del Banco Central de los Estados de África Occidental (BCEAO) para financiar acciones comunes de desarrollo.

A la presidencia del BCEAO le fue por tanto encomendada la misión de estudiar los objetivos, las estructuras y los medios del organismo común que debía ponerse en marcha.
El anteproyecto del nuevo tratado de la Unión Monetaria presentado al Comité de Ministros celebrado en Uagadugú del 14 al 16 de marzo de 1973, prevé, junto al Banco Central renovado, instituciones comunes para financiar el desarrollo.
Así, el 14 de noviembre de 1973, los jefes de Estado de la Unión Monetaria firman el nuevo tratado que constituye la Unión Monetaria con, anexos, los nuevos estatutos del Banco Central y el acuerdo que constituye el Banco de Desarrollo del África Occidental (BOAD).
El cuadragésimo aniversario del BOAD se celebró en Lomé en noviembre de 2013. Ha sido objeto de un coloquio internacional sobre los nuevos envites de la UEMOA. Entre las sesiones temáticas se han presentado varias sobre crecimiento verde. El potencial de la transición energética en la UEMOA ha sido reconocido y ha constituido el objetivo de una investigación en la Universidad de la Sorbona.

## Accionariado
Son miembros del BOAD y participan en su capital y en su administración :
Miembros titulares de acciones de serie A:
- la República de Benín
- Burkina Faso
- la República de Costa de Marfil
- la República de Guinea Bissau
- la República de Malí
- la República de Níger
- la República de Senegal
- la República de Togo
- el Banco Central de los Estados de África Occidental (BCEAO), institución de emisión de moneda común a los ocho Estados miembros de la UEMOA

Miembros titulares de acciones de serie B:
- Bélgica
- Francia
- Marruecos
- el Banco Africano de Desarrollo (BAfD)
- el Banco Europeo de Inversiones (BEI), obrando por cuenta de la Unión Europea
- el Banco Popular de China, obrando por cuenta de la República Popular China
- Exim Bank de la India, obrando por cuenta de la República de la India
- la KfW, obrando por cuenta de la República de Alemania

## Recursos
Los recursos del BOAD provienen esencialmente:
- del capital suscrito por sus accionistas regionales y no regionales;
- de las dotaciones de sus Estados miembros;
- de sus reservas;
- de la movilización del ahorro regional;
- de la movilización de los recursos externos a la UEMOA.

## Rol
El BOAD moviliza, desde su creación, fondos para financiar proyectos tanto del sector público como del privado. Es el emisor no soberano de referencia del mercado regional de capital. Igualmente, en más de 40 años de actividades, ha adquirido y capitalizado una experiencia de primer grado tanto en evaluación como en financiación de proyectos. Esta experiencia del Banco se extiende a varios sectores de la vida económica.
Debido la experiencia adquirida, el BOAD ha servido de enlace a todas las instituciones mayores de financiación del desarrollo y a diversas estructuras bilaterales de cooperación.

## Áreas de intervención
El BOAD interviene en las siguientes áreas:
- Desarrollo rural y seguridad alimentaria;
- Industria y agroindustria;
- Infraestructuras de base e infraestructuras modernas (carreteras, telecomunicaciones, aeropuertos, puertos, energía);
- Transporte, hostelería y otros servicios.

## Formas de intervención
El BOAD interviene de alguna de estas formas:
- Préstamos a medio y largo plazo;
- Toma de participación en el capital de empresas o de instituciones financieras nacionales (IFN);
- Financiación de operaciones a corto plazo;
- Financiación de estudios de factibilidad de proyectos o de ingeniería;
- Asistencia a pequeñas y medianas empresas (pymes) a través de las líneas de crédito o acuerdos marco de refinanciación concedidos a las IFN;
- Bonificación de las condiciones de préstamos mejorando los tipos de interés para proyectos procedentes del sector no comercial;
- Asistencia en la preparación, la promoción y la puesta en práctica de proyectos;
- Garantías de los préstamos obligacionistas;
- Organización de la financiación de proyectos;
- Consejo financiero.

## Beneficiarios de las intervenciones del BOAD
Se pueden beneficiar de las actuaciones del BOAD:
- los Estados miembros del UEMOA;
- sus colectividades e instituciones públicas;
- los organismos, empresas y particulares que promueven el desarrollo o la integración de las economías de los Estados miembros;
- los Estados de la subregión no miembros de la UEMOA, sus organismos o empresas, ya que el BOAD puede intervenir en acciones de desarrollo que implican a la vez a un Estado de la UEMOA y un Estado no miembro.

## Operaciones
El Banco dispone de dos ventanillas de financiación: una ventanilla concessionnal, conocida por el nombre de Fondos de Desarrollo y Cohesión (FDC) y una ventanilla comercial. La primera financia, en los Estados miembros, proyectos públicos de desarrollo (infraestructuras de apoyo a la producción, desarrollo rural y seguridad alimentaria, proyectos sociales, etc) para beneficio de las poblaciones, a partir de recursos concesionales (favorables condiciones de plazo y de tipos de interés). 
La segunda ventanilla financia, con recursos de mercado, proyectos de inversión, con finalidad comercial, promovidos por Estados, empresas públicas y empresas privadas.
Hay una tercera ventanilla, más reciente, la del Fondo de Desarrollo Energético (FDE). Esta ventanilla, puesta en marcha en el marco del programa comunitario denominado «Iniciativa Regional para la Energía Duradera», está destinada a la financiación de proyectos de energía. 

## Cooperación
El BOAD mantiene relaciones de cooperación o de financiación con numerosos países como Alemania, Bélgica, China, Francia, India, Japón, Marruecos y Suiza. Se han establecido igualmente acuerdos con instituciones como la Agencia Francesa de Desarrollo (AFD), el Banco Africano de Desarrollo (BAfD), el Banco Islámico de Desarrollo (para el que, en español, suelen emplearse las siglas inglesas IDB, para no confundirlo con el Banco Interamericano de Desarrollo, que en español utiliza las siglas BID y en inglés IADB), el Banco Popular de China, el Banco Mundial, el Eximbank de India, la KfW alemana, la Organización Internacional de la Francofonía (OIF), la FAO, el Comité permanente inter-Estados de lucha contra la sequía en el Sahel (CILSS), etc. Hay negociaciones en curso para extender las relaciones de cooperación a otros países o instituciones, sobre todo Brasil, Turquía, y la Unión Europea.

## Administración
El BOAD está gestionado y administrado por:
- un Presidente, nombrado por el Consejo de los Ministros de la UEMOA, asistido por un Vicepresidente nombrado por el Consejo de Administración del Banco y;
- un Consejo de Administración compuesto:
  - del Presidente del Banco que asegura la presidencia;
  - de un representante titular y de un suplente nombrados por cada uno de los Estados miembros de la Unión;
  - del Gobernador del Banco central de los Estados de África del Occidental (BCEAO) o de su representante;
  - de los representantes de los miembros titulares de acciones de serie B, en número proporcional al importe del capital suscrito por estos. Su número no puede, sin embargo, exceder de un tercio del número total de los representantes de los miembros titulares de acciones de serie A.

## Perspectivas operativas
El BOAD se comprometió en 2009 a poner en práctica su primer plan estratégico quinquenal en torno a la visión de un «banco regional de desarrollo fuerte y de referencia mundial en el mercado común regional en el horizonte de 2020». Este plan llegó a su término al finalizar el ejercicio 2013. Teniendo cuenta las enseñanzas extraídas de puesta en práctica de este plan y las orientaciones fijadas por los Estados miembros, el BOAD ha elaborado un nuevo plan estratégico para el periodo 2015-2019,  en torno a la visión formulada como sigue: «BOAD: un banco de desarrollo fuerte para la integración y la transformación económica en África occidental».
Sobre la base de esta visión, las orientaciones estratégicas para el periodo 2015-2019 se resumen como sigue : 
Apoyo a la integración regional: el apoyo del BOAD a la integración económica regional proseguirá a través de intervenciones en los proyectos inscritos en los programas regionales adoptados de forma común. La institución apoyará en particular el desarrollo de las infraestructuras de transporte, de energía y de telecomunicaciones. El objetivo es mejorar la competitividad de las economías de los Estados de la Unión, contribuir a la creación de mercados mayores y más atractivos, y apoyar el comercio intra-UEMOA, que todavía es débil.
Apoyo al crecimiento inclusivo, a la seguridad alimentaria y al desarrollo duradero: se dará prioridad a las acciones para el dominar el agua, el incremento de las producciones agrícolas, silvícolas, ganaderas y pesqueras, la mejora de la nutrición de las poblaciones, la estructuración de las líneas de producción y de las organizaciones de productores, el acceso del mundo rural al crédito y el desarrollo de instrumentos regionales de gestión de la seguridad alimentaria, sobre todo el seguro de cosecha. En el área medioambiental, la puesta en práctica de su Estrategia Medioambiental y Climática debería permitir que el BOAD contribuyera más al alivio de los problemas medioambientales a los cuales se enfrentan sus Estados miembros. Todo ello con la perspectiva de un desarrollo duradero. En materia de agua potable y de saneamiento, las acciones del banco apuntarán, sobre todo, a reducir a la mitad, para 2015, el porcentaje de la población que no tiene acceso a agua potable ni a servicios básicos de saneamiento.
Acompañamiento a las empresas y desarrollo de la ingeniería de la financiación y de los servicios: el BOAD está comprometido en una dinámica de mejora continua de su cooperación con las empresas privadas y públicas de la Unión. Cuenta con apoyar sustancialmente a estos actores a través de, sobre todo, la promoción de las cooperaciones público-privados, la promoción de financiaciones innovadoras, el desarrollo de cooperaciones con los sistemas financieros descentralizados y el refuerzo de sus actividades tradicionales a favor del sector privado.
Profundización del proceso de movilización de recursos: proseguirán los esfuerzos de movilización de recursos e implicarán tanto los recursos concesionales como los de mercado. Respecto a los recursos de mercado, el BOAD proseguirá las actividades de recabar fondos en el mercado regional de capital, y de obtener una calificación, en las mejores condiciones posibles, para tomar dinero prestado en el mercado financiero internacional. Los esfuerzos de movilización de recursos tendrían que extenderse a África central, Europa y otras regiones del mundo.

## Los presidentes del BOAD
- Pierre Claver Damiba (1975-1981)
- Abou Bakar Baba-Moussa (1982-1994)
- Boni Yayi (1995-2006)
- Issa Coulibaly, presidente interino (2006-2008)
- Abdoulaye Bio-Tchane  (2008-2011)
- Christian Adovelande, presidente actual[6]

## Países Miembros
Los ocho Estados miembros del BOAD son:
- Benín
- Burkina Faso
- República Centroafricana
- Guinea-Bisáu
- Mali
- Níger
- Senegal
- Togo